# 11789 Kempowski
11789 Kempowski eller 1977 RK är en asteroid i huvudbältet som upptäcktes den 5 september 1977 av den tyske astronomen Hans-Emil Schuster vid La Silla-observatoriet. Den är uppkallad efter den tyske författaren Walter Kempowski.
Asteroiden har en diameter på ungefär 2 kilometer och den tillhör asteroidgruppen Hungaria.